# Park Buenos Aires w Erywaniu
Park Buenos Aires w Erywaniu (ormiański: Բուենոս Այրեսի այգի) –  jeden z parków miejskich znajdujących się w Erywaniu. 

## Charakterystyka
Park ten znajduje się w dzielnicy Adżapniak, na lewym brzegu rzeki Hrazdan, w pobliżu Ormiańskiego Republikańskiego Centrum Medycznego. Jego nazwa pochodzi od miasta Buenos Aires, które jest miastem partnerskim Erywania. Park ten został otworzony 30 października 2012 roku; ma powierzchnię około 4 hektarów. Posiada półokrągły basen z fontannami. Jest również wyposażony w niewielką przestrzeń, na której odbywają się imprezy sportowe na świeżym powietrzu. Baseny i fontanny w parku zajmują łącznie przestrzeń około 3000 m². Park jest popularnym miejscem rekreacji mieszkańców Erywania.